# Берта Валеріус

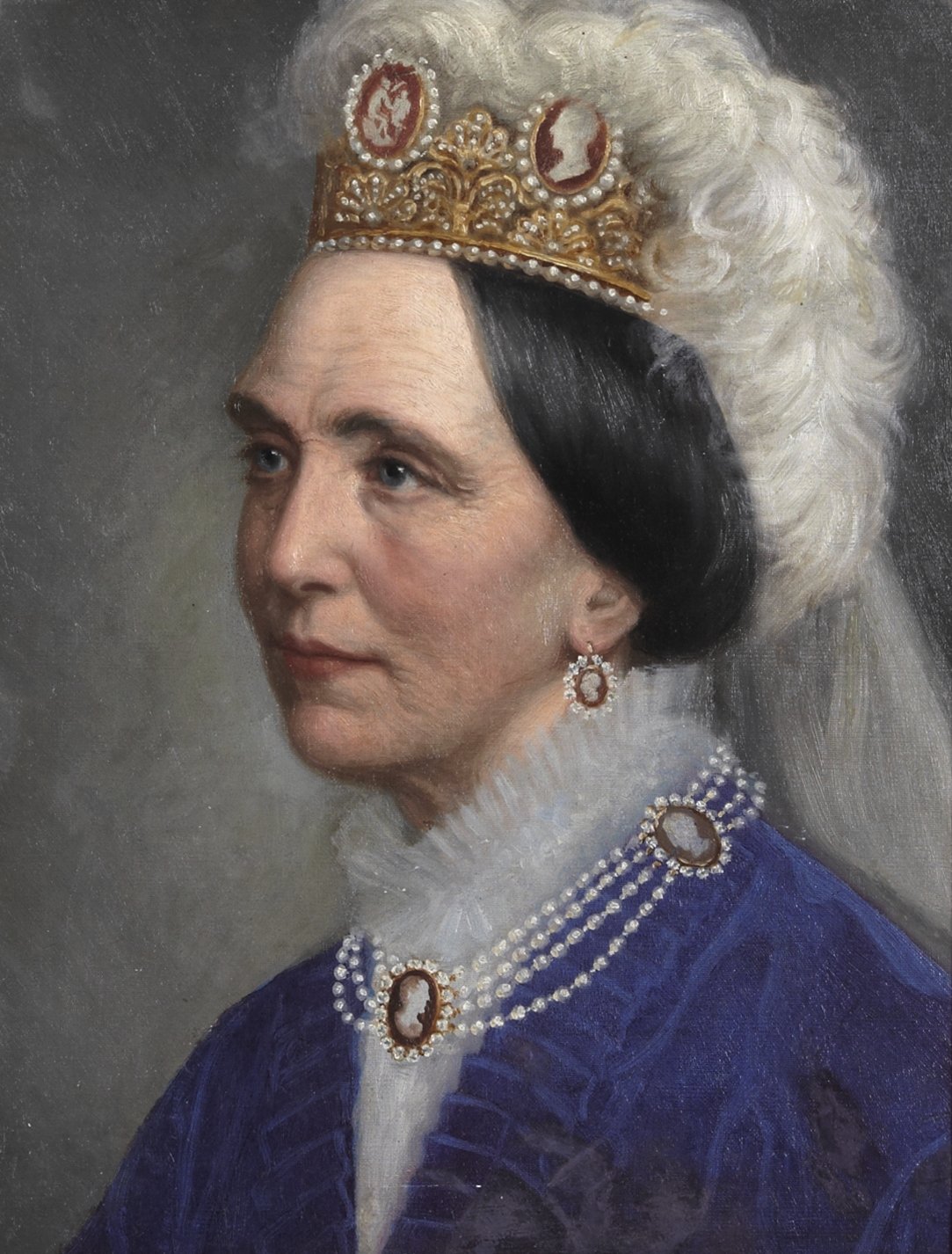
Портрет Жозефіни Лейхтенберзької

Аврора Валерія Альбертіна Валеріус, відома як Берта (21 січня 1824, Стокгольм — 24 березня 1895, Стокгольм), була шведською фотографкою і художницею.

## Життєпис
Берта Валеріус народилася в сім'ї канцлера Йохана Давида Валері, члена Шведської академії, та Крістіни Аврори Інгел. Її сестрою була співачка і живописиця баронеса Аделаїда Лойгузен.
З 1849 року вона навчалась у Королівській шведській академії образотворчих мистецтв і отримала стипендію на навчання в Дюссельдорфі, Дрездені та Парижі. Повернувшись, розпочала кар'єру портретистки. У 1853 і 1856 рр. Брала участь у виставках в Академії. Пізніше супроводжувала свою сестру та оперну співачку Крістіну Нільссон до Парижу. Під час свого другого візиту в Париж Берта Валеріус захопилася фотографією, а після повернення в 1862 році відкрила власну фотостудію в Стокгольмі, де незабаром стала однією з найкращих фотографів в Стокгольмі.
У 1864 році призначена офіційною художницею портретів Королівського суду і виготовила 120 візитних карток для королівської родини. На виставці в Кунгстредгардені в 1866 році Валеріус нагороджена почесним дипломом. З 1868 по 1872 рік вона керувала власною студією в готелі де ла Круа в Норрмальмі. Десь близько 1880 року вона закрила студію і присвятила себе портретному живопису. У 1899 році студія перейшла до її колеги, фотографки Сельми Якобссон, також призначеної королівською фотографкою.
Одна з найпопулярніших і часто відтворюваних картин Берти Валеріус зображує Ісуса в Едельвейсі. 
Валеріус брала участь у багатьох благодійних заходах, і, будучи небагатою, протягом своєї кар'єри подарувала бідним понад 150 000 шведських крон.
Її роботи можна побачити в Королівській академії, бібліотеці університету Уппсали, в Шведській академії наук та музеї Лінчепінга.
Валеріус належала до новаторського покоління професійних фотографок у Швеції після Брити Софії Гесселі: одночасно з Гедвіг Седерстрем у Стокгольмі (1857), Еммою Шенсон в Упсалі та Вільгельміною Лагерхольм в Еребру (1862) вони стали першими професійними фотографками у своїх містах. У 1960-х у Швеції було щонайменше 15 підтверджених фотографок, троє з яких, Розалі Шеман, Кароліна фон Кнорінг та Берта Валеріус, належать до еліти своєї професії.

## Галерея

Агнес Якобссон, портрет
Альберт Ліндгаген (1823–1887), Національний музей
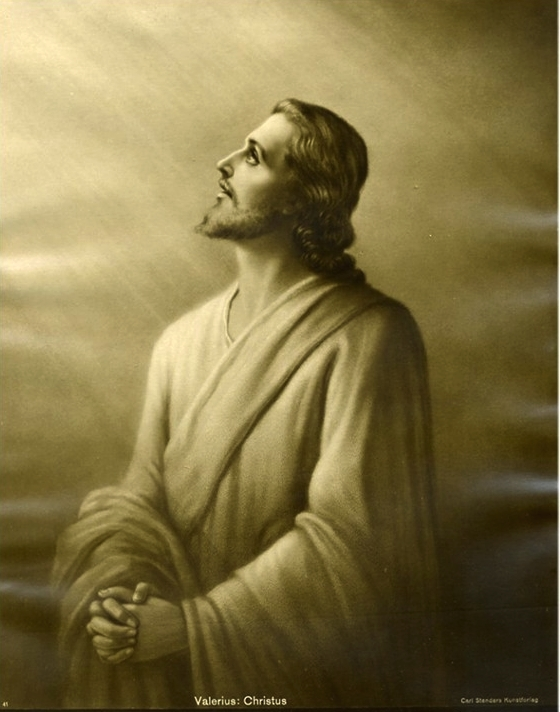
Христос
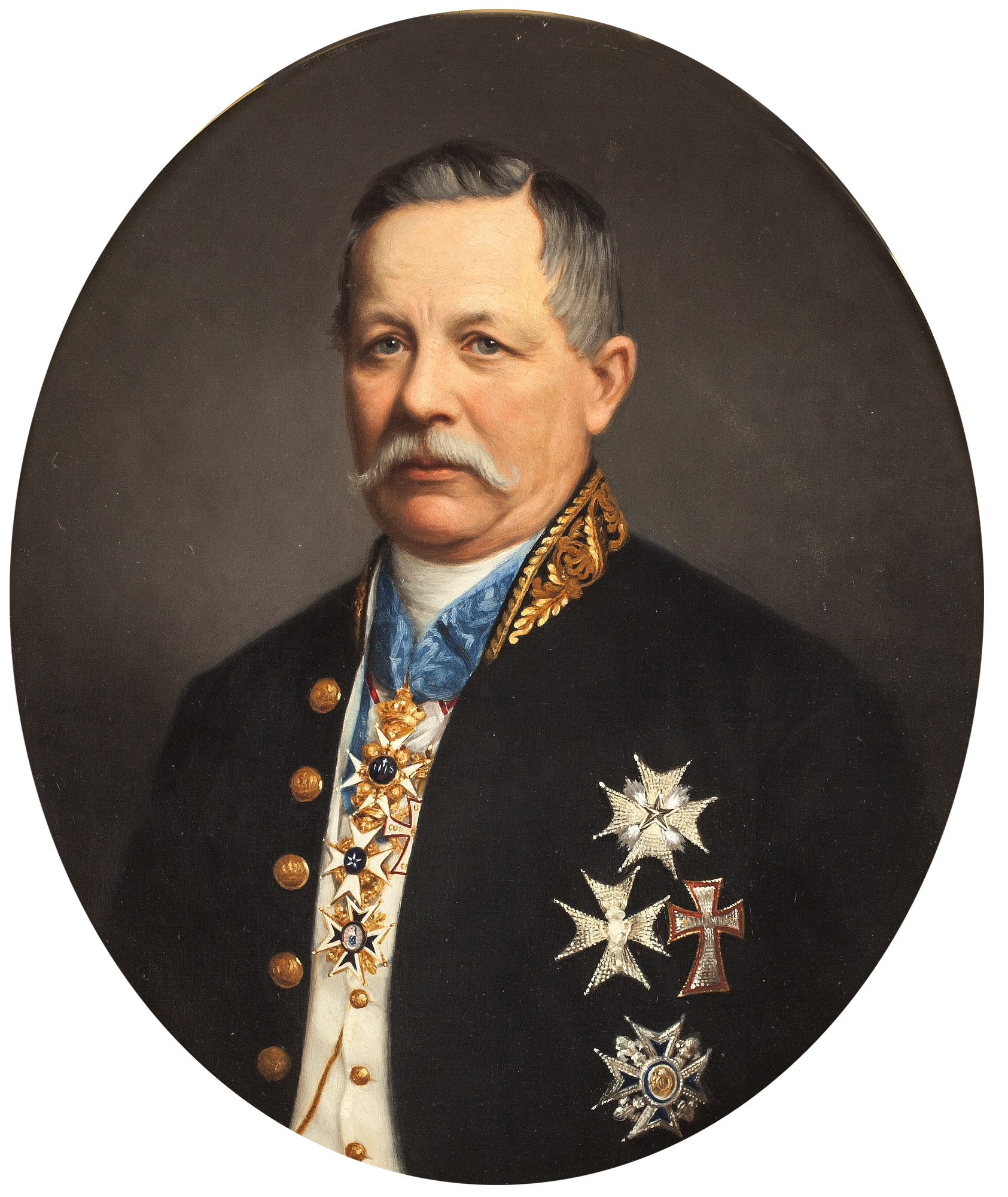
Ховмарскалк Кнут Акерхільм
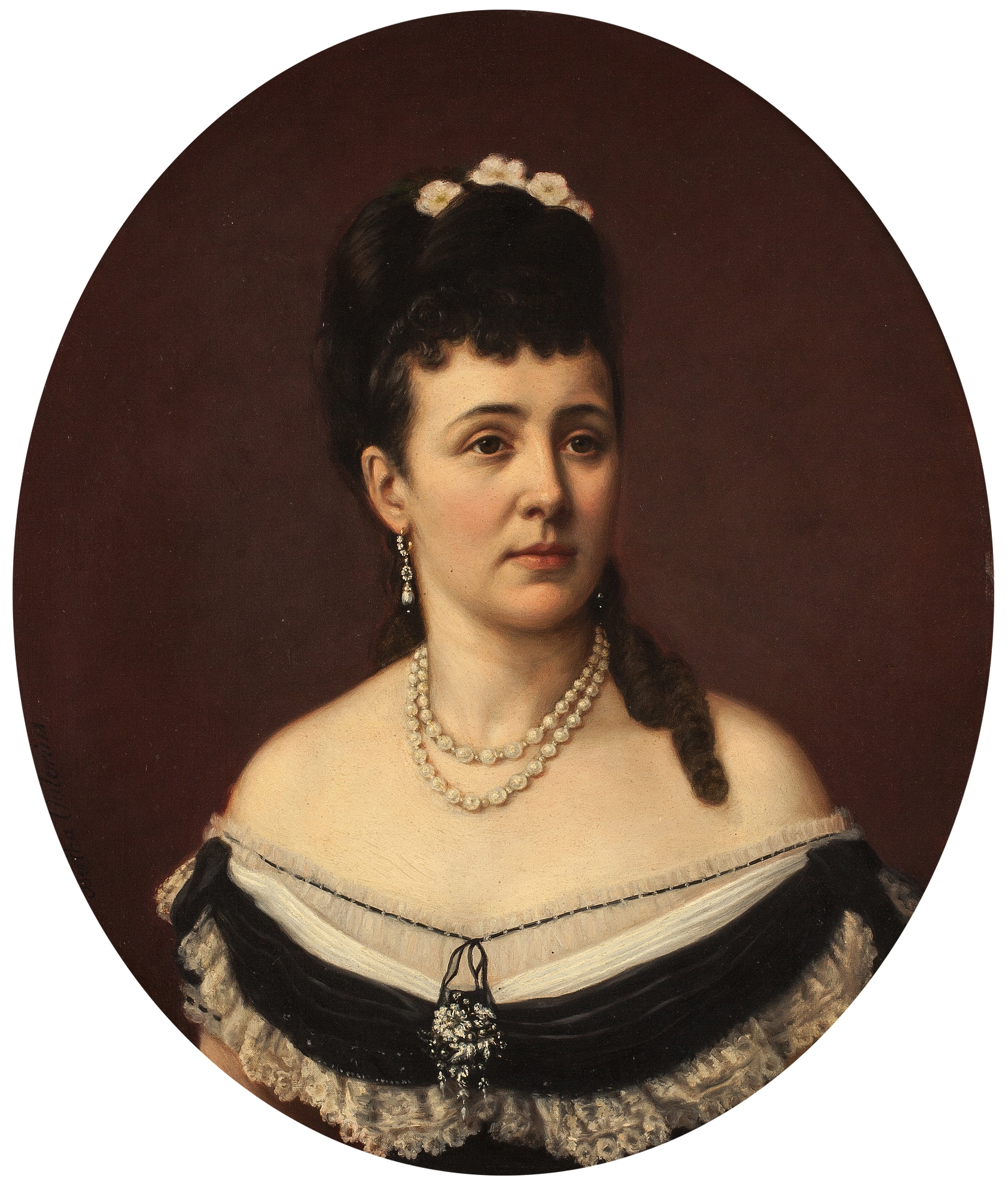
Джулія Окерхільм
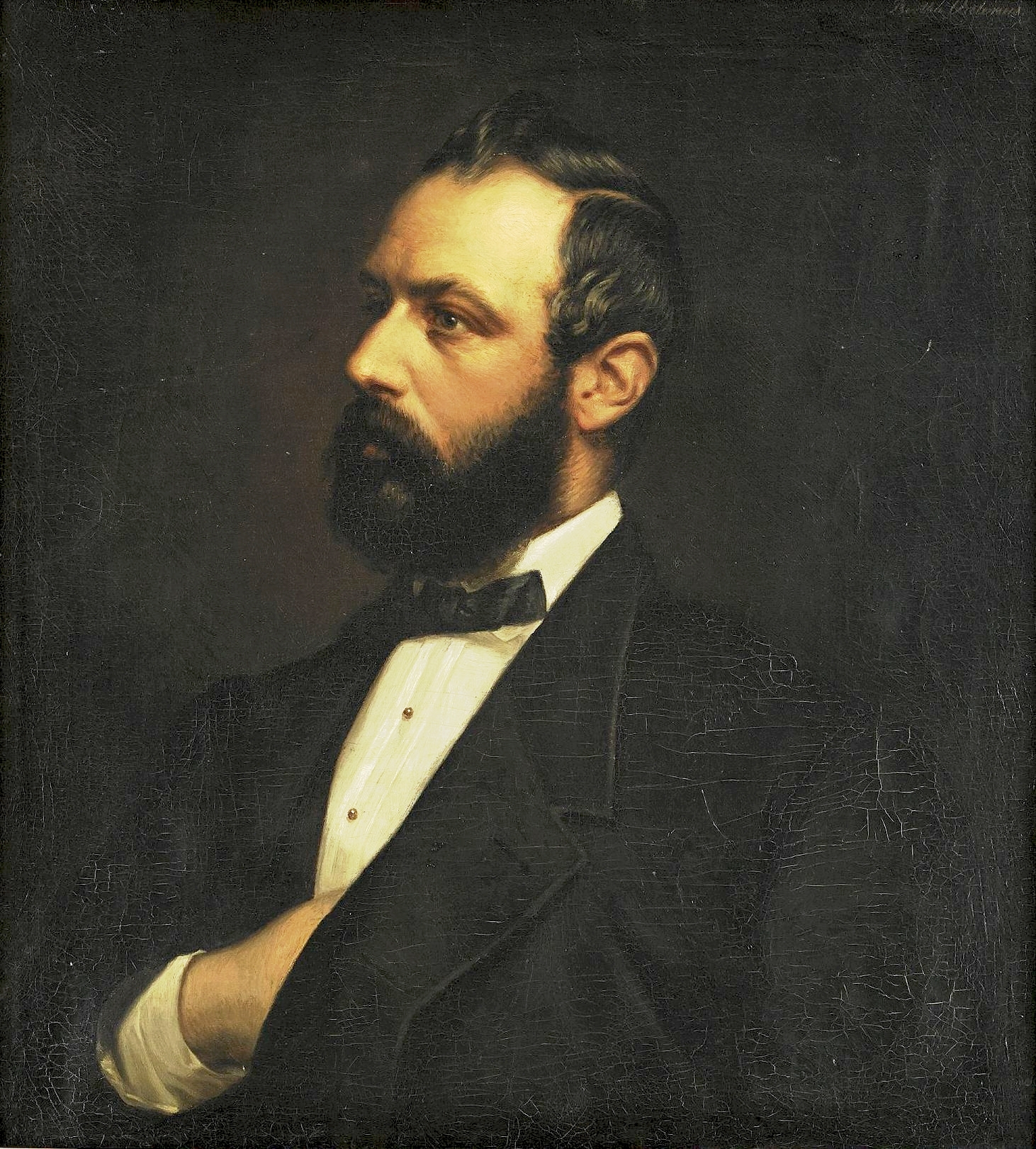
Карл XV., Портрет
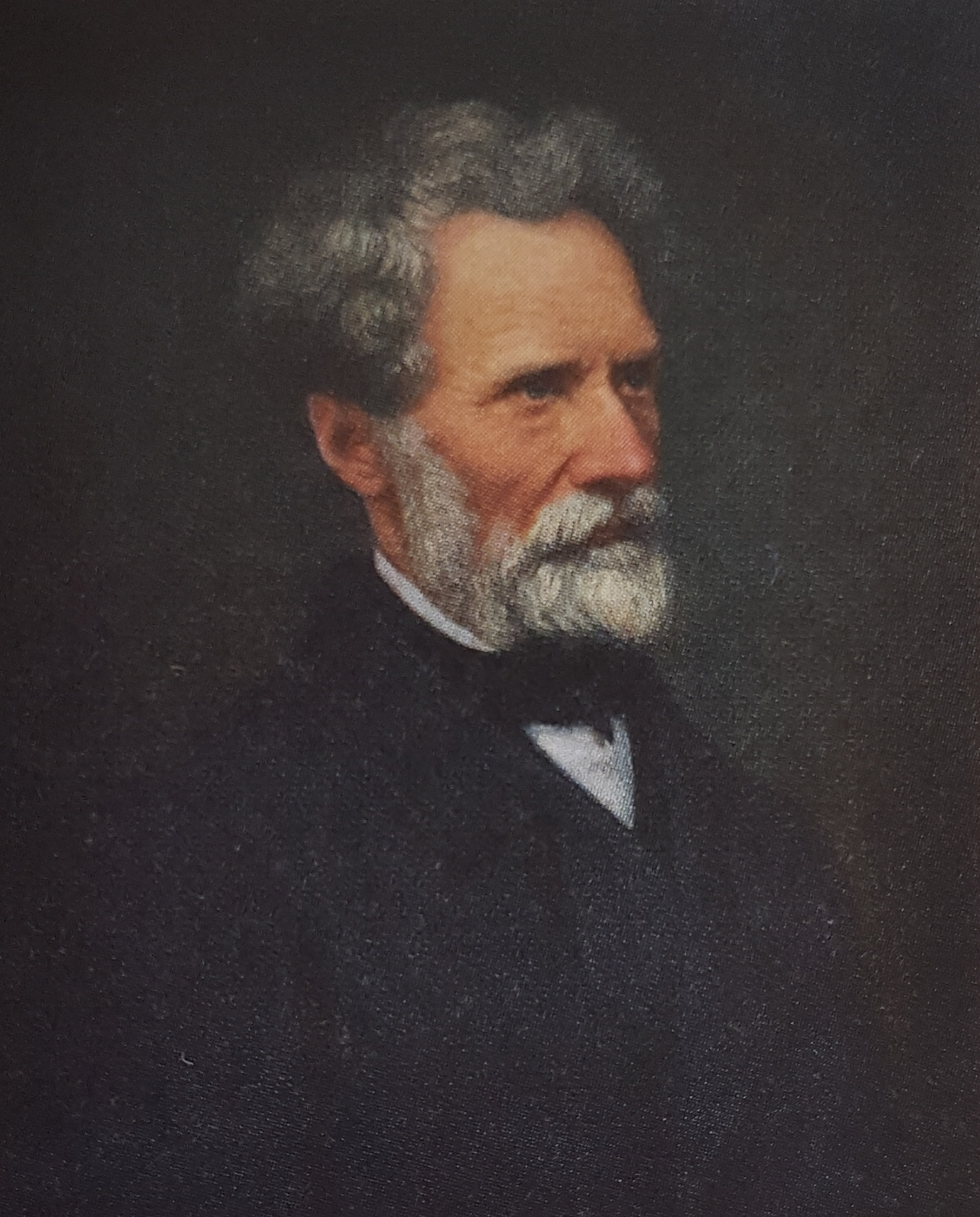
Карл Якоб Сундеваль
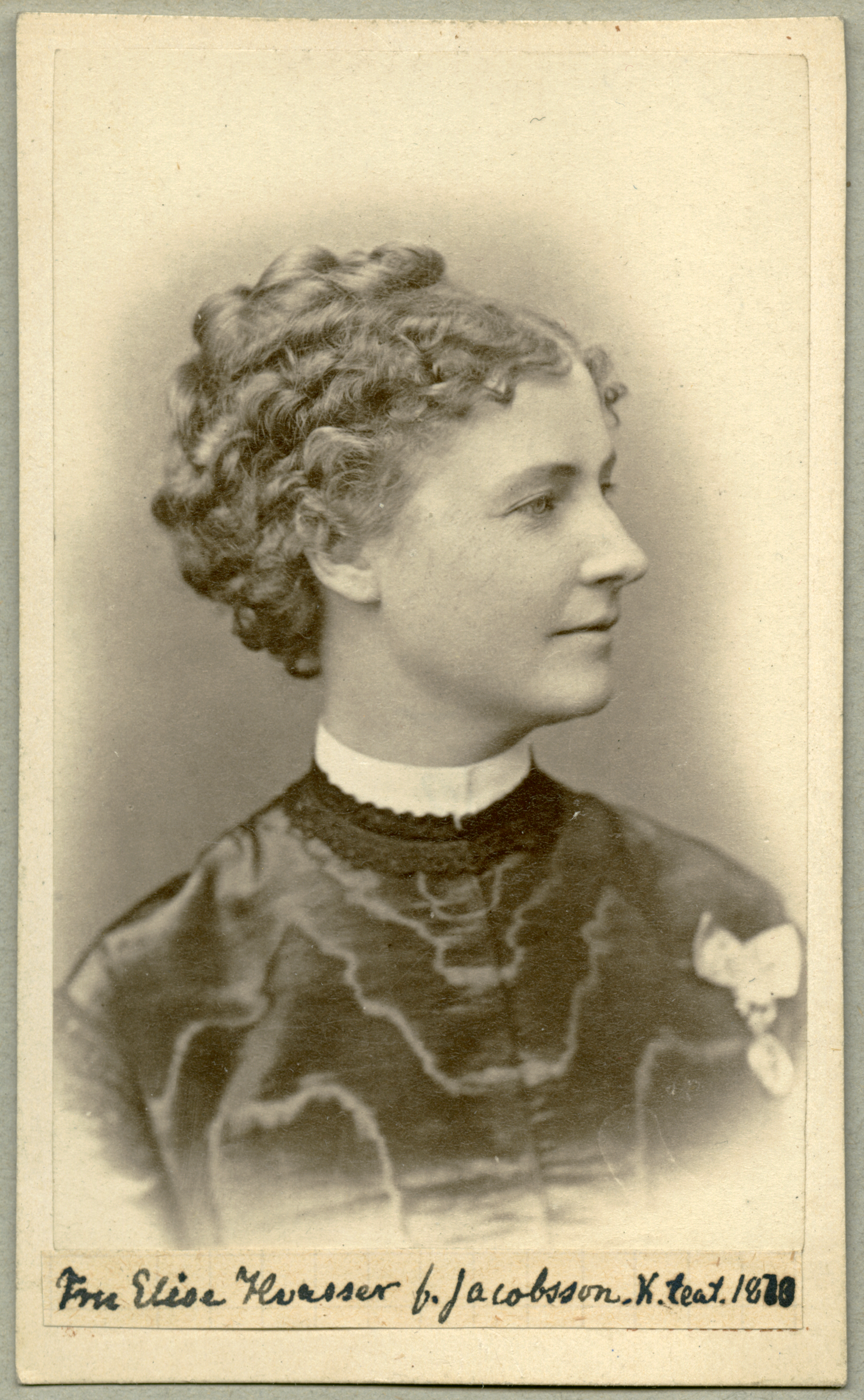
Еліза Хвасер, портрет
Еліза Хвасер, портрет
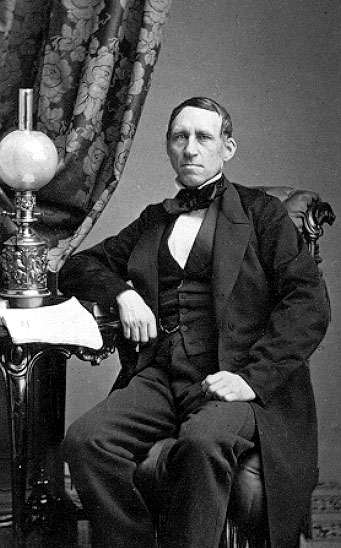
Фредрік Адольф Рінман
Signe Hebbe, портрет
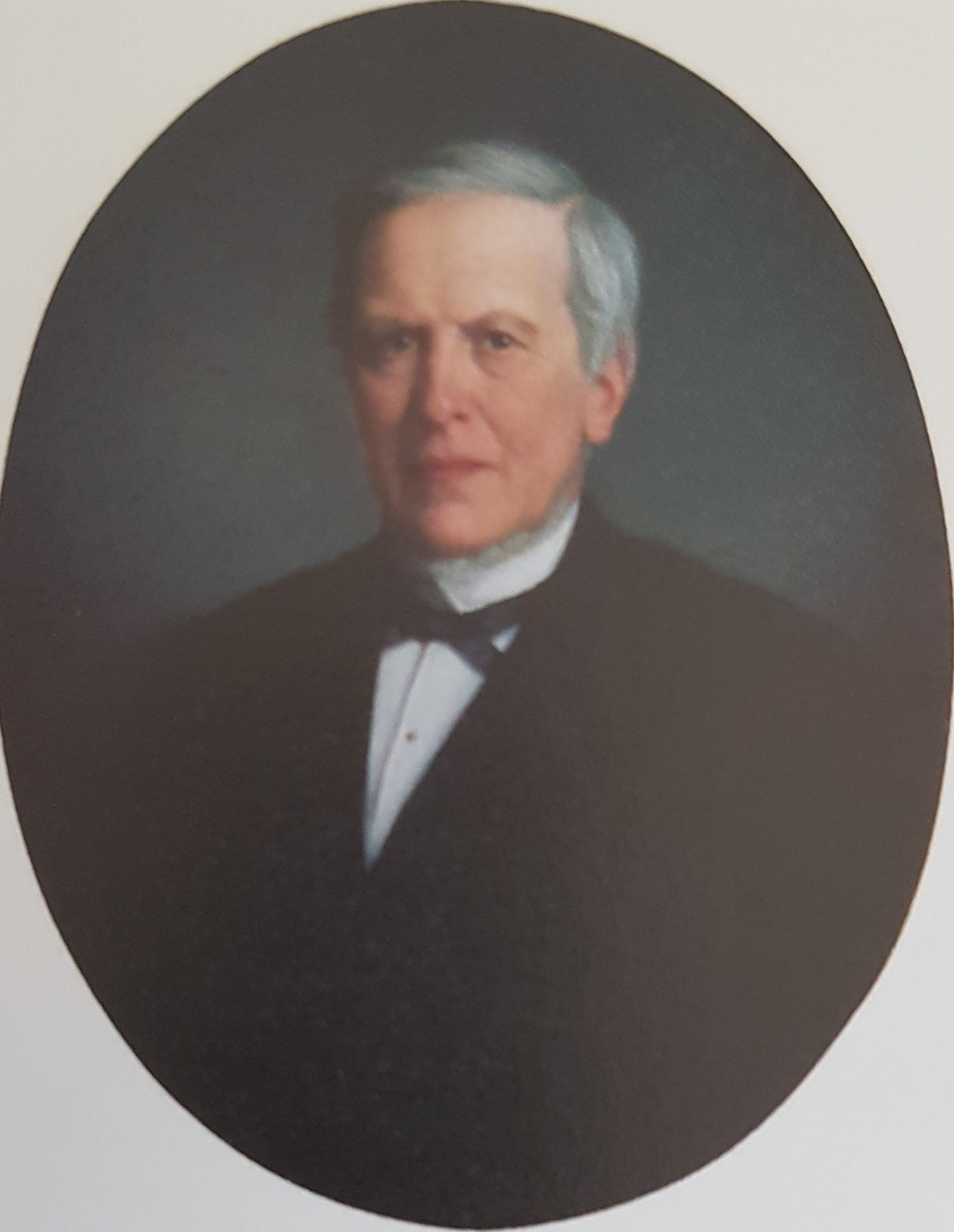
Свен Ловен